# Старонордијски језик
Старонордијски језик је северногермански језик који су говорили становници Скандинавског полуострва и њихових прекоморских поседа у Викиншком добу, све до око 1300. године. Пранордијски језик се развио у старонордијски језик до 8. века.
Старонордијски језик се делио на три дијалеката: источни старонордијски дијалект, западни старонордијски дијалект. Западни и источни дијалекти су створили дијалектни континуум. Није постојала јасна географска граница међу њима. Трагови источног дијалекта су нађени у источној Норвешкој, а западног у западној Шведској. Већина говорника који су говорили источни дијалект су живели на простору данашње Данске и Шведске.